# Tallinn Trophy de 2012
Tallinn Trophy de 2012 foi a segunda edição do Tallinn Trophy, um evento anual de patinação artística no gelo de níveis sênior, júnior e noviço. A competição foi disputada entre os dias 29 de novembro e 2 de dezembro, na cidade de Tallinn, Estônia.

## Eventos
- Individual masculino
- Individual feminino
- Dança no gelo

## Medalhistas
| Evento                        | Ouro                                    | Prata                                       | Bronze                         |
| Sênior                        |                                         |                                             |                                |
| Individual masculino detalhes | Viktor Romanenkov · Estônia             | Daniel Albert Naurits · Estônia             | Samuel Koppel · Estônia        |
| Individual feminino detalhes  | Eike Langerbaur · Estônia               | Svetlana Issakova · Estônia                 | Helery Halvin · Estônia        |
| Júnior                        |                                         |                                             |                                |
| Individual masculino detalhes | Daniil Parkman · Rússia                 | Konstantin Mavromatti · Rússia              | Ilia Chernykh · Rússia         |
| Individual feminino detalhes  | Stanislava Konstantinova · Rússia       | Viktoria Proshina · Rússia                  | Ekaterina Kozlovskaya · Rússia |
| Dança no gelo detalhes        | Marina Elias · Denis Koreline · Estônia | Ksenia Shevshenko · German Frolov · Estônia | nenhum outro competidor        |
| Noviço avançado               |                                         |                                             |                                |
| Individual masculino detalhes | Aleksandr Selevko · Estônia             | Daniil Zurav · Estônia                      | Nikita Solovjov · Estônia      |
| Individual feminino detalhes  | Elžbieta Kropa · Lituânia               | Kristina Shkuleta Gromova · Estônia         | Jea Hyryläinen · Finlândia     |
| Dança no gelo detalhes        | Ksenia Konkina · Georgy Reviya · Rússia | Maria Oleynik · Maksim Nekrasov · Rússia    | nenhum outro competidor        |

## Resultados

### Sênior

#### Individual masculino
| Pos.              | Nome                  | Nacionalidade | Pontos | PC        | PL         |
| ----------------- | --------------------- | ------------- | ------ | --------- | ---------- |
| Medalha de ouro   | Viktor Romanenkov     | Estônia       | 148.59 | 41.77 (2) | 106.82 (1) |
| Medalha de prata  | Daniel Albert Naurits | Estônia       | 124.65 | 46.39 (1) | 78.26 (3)  |
| Medalha de bronze | Samuel Koppel         | Estônia       | 119.61 | 36.96 (3) | 82.65 (2)  |

#### Individual feminino
| Pos.              | Nome              | Nacionalidade | Pontos | PC        | PL |
| ----------------- | ----------------- | ------------- | ------ | --------- | -- |
| Medalha de ouro   | Eike Langerbaur   | Estônia       | 41.05  | 41.05 (1) | —  |
| Medalha de prata  | Svetlana Issakova | Estônia       | 39.86  | 39.86 (2) | —  |
| Medalha de bronze | Helery Halvin     | Estônia       | 38.03  | 38.03 (3) | —  |
| 4                 | Oona Lindahl      | Finlândia     | 34.36  | 34.36 (4) | —  |
| 5                 | Evelina Oraste    | Estônia       | 25.05  | 25.05 (5) | —  |

### Júnior

#### Individual masculino júnior
| Pos.              | Nome                  | Nacionalidade | Pontos | PC        | PL        |
| ----------------- | --------------------- | ------------- | ------ | --------- | --------- |
| Medalha de ouro   | Daniil Parkman        | Rússia        | 109.07 | 38.23 (1) | 70.84 (1) |
| Medalha de prata  | Konstantin Mavromatti | Rússia        | 92.47  | 31.24 (2) | 61.23 (2) |
| Medalha de bronze | Ilya Chernyh          | Rússia        | 81.27  | 26.07 (3) | 55.20 (3) |

#### Individual feminino júnior
| Pos.              | Nome                     | Nacionalidade | Pontos | PC         | PL         |
| ----------------- | ------------------------ | ------------- | ------ | ---------- | ---------- |
| Medalha de ouro   | Stanislava Konstantinova | Rússia        | 125.62 | 42.86 (2)  | 82.76 (1)  |
| Medalha de prata  | Viktoria Proshina        | Rússia        | 116.29 | 43.32 (1)  | 72.97 (2)  |
| Medalha de bronze | Ekaterina Kozlovskaya    | Rússia        | 106.43 | 41.72 (3)  | 64.71 (4)  |
| 4                 | Erna Anna Husko          | Estônia       | 100.42 | 34.89 (6)  | 65.53 (3)  |
| 5                 | Alexandra Efremova       | Rússia        | 99.81  | 36.16 (5)  | 63.65 (5)  |
| 6                 | Elizaveta Leonova        | Rússia        | 97.30  | 41.03 (4)  | 56.27 (11) |
| 7                 | Alina Ustimkina          | Rússia        | 92.15  | 34.45 (7)  | 57.70 (9)  |
| 8                 | Natalja Gordeeva         | Estônia       | 90.62  | 31.67 (12) | 58.95 (6)  |
| 9                 | Diana Reinsalu           | Estônia       | 88.54  | 31.57 (13) | 56.97 (10) |
| 10                | Brita Paula Poder        | Estônia       | 88.45  | 34.06 (8)  | 54.39 (14) |
| 11                | Julia Starikova          | Rússia        | 88.40  | 30.07 (17) | 58.33 (7)  |
| 12                | Mariya Malakhova         | Rússia        | 86.70  | 28.64 (20) | 58.06 (8)  |
| 13                | Minna Mikkonen           | Finlândia     | 86.14  | 32.73 (11) | 53.41 (17) |
| 14                | Roosa Latvala            | Finlândia     | 85.98  | 32.77 (10) | 53.21 (18) |
| 15                | Svetlana Onischenko      | Rússia        | 85.20  | 30.65 (15) | 54.55 (13) |
| 16                | Maria Brukhanskaya       | Rússia        | 84.04  | 32.85 (9)  | 51.19 (21) |
| 17                | Elizaveta Malakhova      | Rússia        | 83.53  | 28.31 (22) | 55.22 (12) |
| 18                | Nea Valtonen             | Finlândia     | 83.10  | 30.34 (16) | 52.76 (19) |
| 19                | Jannika Myntti           | Finlândia     | 81.25  | 26.90 (26) | 54.35 (15) |
| 20                | Alexandra Sokolova       | Rússia        | 80.81  | 27.28 (25) | 53.53 (16) |
| 21                | Ksenia Rukavitzina       | Rússia        | 80.63  | 31.01 (14) | 49.62 (22) |
| 22                | Helja Makinen            | Finlândia     | 80.43  | 28.81 (19) | 51.62 (20) |
| 23                | Mona Lehtinen            | Finlândia     | 76.94  | 28.86 (18) | 48.08 (23) |
| 24                | Alesja Doborovits        | Estônia       | 73.75  | 27.78 (24) | 45.97 (26) |
| 25                | Oona Malm                | Finlândia     | 73.74  | 26.52 (29) | 47.22 (24) |
| 26                | Tuuli Lipiainen          | Finlândia     | 73.38  | 26.26 (30) | 47.12 (25) |
| 27                | Maria Kisseljova         | Estônia       | 72.18  | 28.12 (23) | 44.06 (27) |
| 28                | Jana Ossipova            | Estônia       | 69.88  | 26.53 (28) | 43.35 (29) |
| 29                | Jelisaveta Dorozon       | Estônia       | 69.25  | 26.70 (27) | 42.55 (32) |
| 30                | Jennimari Partanen       | Finlândia     | 68.63  | 24.59 (33) | 44.04 (28) |
| 31                | Matilda Hurskainen       | Finlândia     | 66.53  | 23.95 (34) | 42.58 (31) |
| 32                | Venla Rantalainen        | Finlândia     | 66.28  | 26.03 (31) | 40.25 (33) |
| 33                | Ann Merit Toiger         | Estônia       | 65.88  | 22.82 (36) | 43.06 (30) |
| 34                | Paasu- Liis Kens         | Estônia       | 65.79  | 28.56 (21) | 37.23 (35) |
| 35                | Alina Anisimova          | Rússia        | 60.97  | 20.84 (37) | 40.13 (34) |
| 36                | Laura Grethe Luide       | Estônia       | 58.77  | 24.80 (32) | 33.97 (37) |
| 37                | Jade Celine Hui          | Noruega       | 57.86  | 23.21 (35) | 34.65 (36) |
| WD                | Sindra Kriisa            | Estônia       | —      | — (WD)     |            |
| WD                | Johanna Magin            | Estônia       | —      | — (WD)     |            |
| WD                | Elizaveta Matveeva       | Rússia        | —      | — (WD)     |            |
| WD                | Ksenia Pozen             | Rússia        | —      | — (WD)     |            |
| WD                | Ekaterina Zakimatova     | Rússia        | —      | — (WD)     |            |

#### Dança no gelo júnior
| Pos.             | Nome                              | Nacionalidade | Pontos | PC        | PL        |
| ---------------- | --------------------------------- | ------------- | ------ | --------- | --------- |
| Medalha de ouro  | Marina Elias / Denis Koreline     | Estônia       | 79.37  | 32.74 (1) | 46.63 (1) |
| Medalha de prata | Ksenia Shevshenko / German Frolov | Estônia       | 60.85  | 26.59 (2) | 34.26 (2) |

### Noviço avançado

#### Individual masculino noviço avançado
| Pos.              | Nome              | Nacionalidade | Pontos | PC        | PL        |
| ----------------- | ----------------- | ------------- | ------ | --------- | --------- |
| Medalha de ouro   | Aleksandr Selevko | Estônia       | 80.80  | 26.99 (2) | 53.81 (1) |
| Medalha de prata  | Daniil Zurav      | Estônia       | 75.40  | 28.64 (1) | 46.76 (3) |
| Medalha de bronze | Nikta Solovjov    | Estônia       | 71.11  | 22.37 (3) | 48.74 (2) |
| 4                 | Stanislav Sizemov | Rússia        | 59.49  | 20.05 (4) | 39.44 (4) |

#### Individual feminino noviço avançado
| Pos.              | Nome                      | Nacionalidade | Pontos | PC         | PL         |
| ----------------- | ------------------------- | ------------- | ------ | ---------- | ---------- |
| Medalha de ouro   | Elzbieta Kropa            | Lituânia      | 77.65  | 27.11 (1)  | 50.54 (2)  |
| Medalha de prata  | Kristina Shkuleta Gromova | Estônia       | 74.46  | 23.48 (6)  | 50.98 (1)  |
| Medalha de bronze | Jea Hyrylainen            | Finlândia     | 68.73  | 24.53 (3)  | 44.20 (3)  |
| 4                 | Alicia Tsingisser         | Estônia       | 67.96  | 24.47 (4)  | 43.49 (5)  |
| 5                 | Sinikka Paukku            | Estônia       | 67.47  | 25.28 (2)  | 42.19 (6)  |
| 6                 | Anna Laura Perve          | Estônia       | 67.35  | 23.48 (7)  | 43.87 (4)  |
| 7                 | Laura Britt Jarvsoo       | Estônia       | 64.82  | 23.34 (8)  | 41.48 (7)  |
| 8                 | Anita Malosheva           | Estônia       | 64.14  | 23.31 (9)  | 40.83 (9)  |
| 9                 | Anita Bauer               | Estônia       | 63.44  | 22.44 (14) | 41.00 (8)  |
| 10                | Kart Jodshe               | Estônia       | 63.34  | 22.54 (12) | 40.80 (10) |
| 11                | Ingrid Nahkor             | Estônia       | 62.72  | 24.00 (5)  | 38.72 (13) |
| 12                | Laura Maria Haukanomm     | Estônia       | 62.05  | 21.46 (17) | 40.59 (11) |
| 13                | Carmen Aneth Vanatoa      | Estônia       | 59.00  | 21.66 (16) | 37.34 (15) |
| 14                | Alli Rytsola              | Finlândia     | 58.57  | 18.18 (22) | 40.39 (12) |
| 15                | Mariela Tapio             | Finlândia     | 58.38  | 22.70 (11) | 35.68 (16) |
| 16                | Erika Kangasmaki          | Finlândia     | 58.13  | 22.93 (10) | 35.20 (17) |
| 17                | Emilia Kumpulainen        | Finlândia     | 57.30  | 22.46 (13) | 34.84 (18) |
| 18                | Kamile Linauskaite        | Lituânia      | 55.14  | 17.75 (23) | 37.39 (14) |
| 19                | Taru Kosonen              | Finlândia     | 50.90  | 19.44 (21) | 31.46 (19) |
| 20                | Helene Adele Rinne        | Estônia       | 50.22  | 22.09 (15) | 28.13 (21) |
| 21                | Viktoria Telepina         | Estônia       | 49.60  | 20.97 (19) | 28.63 (20) |
| 22                | Olga Lapey                | Rússia        | 48.99  | 21.23 (18) | 27.76 (22) |
| 23                | Inari Kurenmaa            | Finlândia     | 46.00  | 19.71 (20) | 26.29 (23) |
| WD                | Gerli Kagi                | Estônia       | —      | 15.39 (24) | — (WD)     |
| WD                | Naneth Andersson          | Estônia       | —      | — (WD)     |            |
| WD                | Ethel Enniko              | Estônia       | —      | — (WD)     |            |
| WD                | Heli Tammemagi            | Estônia       | —      | — (WD)     |            |
| WD                | Melany Heynsbroek         | Luxemburgo    | —      | — (WD)     |            |
| WD                | Olga Guliayevskaja        | Rússia        | —      | — (WD)     |            |
| WD                | Anastasia Lebedeva        | Rússia        | —      | — (WD)     |            |
| WD                | Lidia Yakovleva           | Rússia        | —      | — (WD)     |            |

#### Dança no gelo avançado
| Pos.             | Nome                             | Nacionalidade | Pontos | P1       | P2       | PL        |
| ---------------- | -------------------------------- | ------------- | ------ | -------- | -------- | --------- |
| Medalha de ouro  | Ksenia Konkina / Georgy Reviya   | Rússia        | 65.81  | 9.80 (1) | 9.40 (1) | 46.61 (1) |
| Medalha de prata | Maria Oleynik / Maksim Nekrasov  | Rússia        | 57.97  | 8.57 (2) | 9.21 (2) | 40.19 (2) |
| WD               | Liliya Iutanina / Andrey Filatov | Rússia        | —      | — (WD)   |          |           |

## Quadro de medalhas
Sênior
| Ordem | País    | Medalha de ouro | Medalha de prata | Medalha de bronze |   | Ordem por total |
| ----- | ------- | --------------- | ---------------- | ----------------- | - | --------------- |
| 1     | Estônia | 2               | 2                | 2                 | 6 | 1               |
| TOTAL | TOTAL   | 2               | 2                | 2                 | 6 | —               |